# Daddy Mory
Pour les articles homonymes, voir Mory.
Daddy Mory, de son vrai nom Mory Samaké, né le 27 octobre 1973 dans le 14e arrondissement de Paris d'un père malien et d'une mère martiniquaise, est un chanteur de ragga, dancehall et rap français.

## Biographie
Sa carrière commence dans les sound systems et l'underground parisien dans lesquels Daddy Mory a fait ses classes et a réussi à se faire connaitre du grand public. 
Il participe en 1990 à la naissance du Sundjata Sound-System (du nom d'un ancien roi du Mali) avec Big Red, Big Daddy et Just Well.
Fin 1991, il apparaît avec ses comparses (Daddy Kerry et Big Red) en featuring sur la piste 14 intitulée Ragga Jam de l'album de Mc Solaar Qui sème le vent récolte le tempo. En 1993, il fonde le groupe Raggasonic avec son ami Big Red. 
Sortis en 1995 et 1997 les albums Raggasonic et Raggasonic 2 sont vendus à 200 000 exemplaires. Ils comptent autant de tubes qui font connaître la scène ragga française au grand public : « Aiguisé comme une lame », « J'entends parler du sida », « Bleu blanc rouge », « Faut pas me prendre pour un âne », « Laisse le peuple s'exprimer »…
Daddy Mory et Big Red se séparent en 1998.
En 2003, il sort son premier album solo « reggae-ragga-hip hop » : Ma voix résonne.
Mory sort un nouvel album en mai 2007, Reality, et collabore avec Technico sur le titre Coupé décalé. 
Une anthologie de trois CD regroupant ses deux albums solo et un medley de tous ses succès paraissent fin 2008.
En octobre 2010, il reforme le groupe Raggasonic avec Big Red pour sortir en 2012 l'album Raggasonic 3.
Le 25 mars 2016, Daddy Mory sort son nouvel album solo Travail d'artiste avec des producteurs tels que Steven « Di Genius » Mcgregor, Chimney Records, King Tubby's, Tj Record, Adde Prod, Birch et Frenchie (Maximum Sound).
En février 2018, il sort, avec Tiwony, le titre "La Dette". Ce titre fait partie de son dernier album Mory sorti le 26 octobre 2018 tout comme le single "Reggae Powa" produit par Frenchie (Maximum Sound) en duo avec Yaniss Odua qui est le titre reggae phare de l'année 2019. 
L'album Mory sera élu meilleur album reggae de l'année 2019 par le public lors des Victoires du Reggae organisées par le site référence Reggae.fr, Daddy Mory sera également récompensé par un Hit Lokal Award la même année.
En 2020 son ami le chanteur Pierpoljak l'invite sur son 12ème album intitulé "La Roue Tourne Igo" pour un featuring sur le titre "Clarks aux Pieds", en hommage à la chaussure iconique de la culture Jamaïcaine.
Le 25 juin 2021, il sort un EP, Kritik. Ce projet a été coproduit par Riga Hemp Higher Productions et Creey Music. Les vidéos des deux premiers singles "Kritik" et "Armada" ont été tournés au Sénégal. Le titre "Tranquille", en featuring avec le toaster vénézuélien Baroni One Time et Addis Pablo au mélodica, a été clippé à Barcelone, comme le titre "Vis ta vie" sorti en juillet 2021.

## Discographie

### EP
- 2021 - Kritik